# Andrzej Marcisz
Andrzej Marcisz (* 30. prosince 1961 Krakov) je bývalý polský reprezentant ve sportovním lezení, sklaní lezec a horolezec. V Polsku se stal legendou prvních polských i mezinárodních závodů nejen v lezení na rychlost v 80. a 90. letech 20. století. Na prvním oficiálním ročníku mistrovství Evropy v německém Frankfurtu získal bronzovou medaili v lezení na rychlost (první polskou medaili na mistrovství Evropy vůbec).

## Biografie
Byl spoluzakladatelem nejstarší polské lezecké sekce v Polsku v klubu KS Korona Kraków, přelezl cestu v obtížnosti 8b ve stylu RP a první polské 7c ve stylu on sight. Od roku 1979 se na závodech v lezení na rychlost umisťoval na medailových pozicích, které se v té době konaly ještě na skalách, zlato získal i na Krymu (první neoficiální mistrovství světa) a později na umělých stěnách - včetně 2. místa v Grenoble (1987), 1. místo na světovém poháru v La Ribie (1989) a 3. místo v celkovém pořadí světového poháru v roce 1989.
Na prestižních mezinárodních závodech Rock Master v Arcu získal stříbro v roce 1990, 4. byl na prvním oficiálním mistrovství světa ve Frankfurtu v roce 1991 a 3. na prvním oficiálním mistrovství Evropy v roce 1992. Několikrát zvítězil na mistrovstvích Polska, Bulharska a Československa v lezení na rychlost i na obtížnost.
Je autorem několika desítek nových lezeckých cest v polských skalách a ve Vysokých Tatrách, přelezl mnoho prvních klasických cest v Alpách (včetně Directe Americaine na Petit Dru a Walkerova pilíře na Grandes Jorasses).

## Výkony a ocenění
- 1990: stříbrná medaile z Rock Masteru
- 1992: bronz na mistrovství Evropy

### Závodní výsledky
| Arco Rock Master | Arco Rock Master |
| Rok              | 1990             |
| ---------------- | ---------------- |
| Rychlost         | 2                |

| Mistrovství Evropy | Mistrovství Evropy |
| Rok                | 1992               |
| ------------------ | ------------------ |
| Rychlost           | 3                  |